# Angoulême CFC
Angoulême CFC is een Franse voetbalclub uit Angoulême. 
De club werd in 1920 opgericht als SC Angoulême. In 1923 en 1924 werd de club regionaal kampioen. De club veranderde zijn naam in AS de Charentes in 1925. Er werden nog 5 titels binnengehaald in de jaren 30. In 1948 werd de club AS Angoulême. 
In 1969 promoveerde AS Angoulême naar de 1e klasse, na een uitstekende 4e plaats mocht de club Europees spelen in de Jaarbeursstedenbeker. De degradatie volgde in 1972. De club kon niet meer terugkeren naar eerste. 
De club veranderde in 1992 opnieuw van naam en werd AS Angoulême-Charente 92. Deze naam werd behouden tot 2005 toen men opteerde voor Angoulême Charente Football Club. In 2019 promoveerde de club naar de National 2.

## Angoulême in Europa
#R = #ronde, T/U = Thuis/Uit, W = Wedstrijd, PUC = punten UEFA coëfficiënten .
Uitslagen vanuit gezichtspunt Angoulême CFC
| Seizoen | Competitie           | Ronde | Land              | Club       | Totaalscore | 1e W    | 2e W    | PUC |
| ------- | -------------------- | ----- | ----------------- | ---------- | ----------- | ------- | ------- | --- |
| 1970/71 | Jaarbeursstedenbeker | 1R    | Vlag van Portugal | Vitória SC | 3-4         | 0-3 (U) | 3-1 (T) | 2.0 |

Totaal aantal punten voor UEFA coëfficiënten: 2.0
Zie ook
- Deelnemers UEFA-toernooien Frankrijk
- Ranglijst van alle clubs die in de diverse Europa Cups zijn uitgekomen